# I liga 1958-1959 (pallacanestro maschile)
La I liga 1958-1959 è stata la 25ª edizione del massimo campionato polacco di pallacanestro maschile. La vittoria finale è stata ad appannaggio del Polonia Varsavia.

## Risultati

### Stagione regolare
|     | Squadra           | G  | V  | P  | PF   | PS   | Pt. | Qualificazione        |
| --- | ----------------- | -- | -- | -- | ---- | ---- | --- | --------------------- |
| 1.  | Polonia Varsavia  | 22 | 16 | 6  | 1673 | 1461 | 38  |                       |
| 2.  | Wisła Cracovia    | 22 | 16 | 6  | 1767 | 1450 | 38  |                       |
| 3.  | Lech Poznań       | 22 | 15 | 7  | 1720 | 1505 | 37  |                       |
| 4.  | AZS Varsavia      | 22 | 14 | 8  | 1613 | 1502 | 36  |                       |
| 5.  | AZS Toruń         | 22 | 13 | 9  | 1631 | 1487 | 35  |                       |
| 6.  | ŁKS Łódź          | 22 | 13 | 9  | 1528 | 1517 | 35  |                       |
| 7.  | Legia Varsavia    | 22 | 11 | 11 | 1615 | 1606 | 33  |                       |
| 8.  | Śląsk Breslavia   | 22 | 10 | 12 | 1422 | 1416 | 32  |                       |
| 9.  | Sparta Cracovia   | 22 | 9  | 13 | 1482 | 1586 | 31  |                       |
| 10. | Gwardia Breslavia | 22 | 8  | 14 | 1381 | 1670 | 30  |                       |
| 11. | Warta Poznań      | 22 | 5  | 17 | 1283 | 1543 | 27  | retrocesse in II liga |
| 12. | Spójnia Danzica   | 22 | 2  | 20 | 1383 | 1755 | 24  | retrocesse in II liga |

| I liga 1958-1959           |
| -------------------------- |
| Polonia Varsavia 1º titolo |

## Formazione vincitrice
| N° | Naz.               | Ruolo | Sportivo              |  | Alt. |  |
| -- | ------------------ | ----- | --------------------- |  | ---- |  |
|    | Polonia (bandiera) |       | Tadeusz Bugaj         |  |      |  |
|    | Polonia (bandiera) |       | Marcin Herbst         |  |      |  |
|    | Polonia (bandiera) |       | Witold Jędrzejewski   |  |      |  |
|    | Polonia (bandiera) |       | Bogusław Karbownicki  |  |      |  |
|    | Polonia (bandiera) |       | Janusz Klemczyński    |  |      |  |
|    | Polonia (bandiera) |       | Wacław Komala         |  |      |  |
|    | Polonia (bandiera) |       | Stanisław Nowak       |  |      |  |
|    | Polonia (bandiera) | C     | Jerzy Piskun          |  | 199  |  |
|    | Polonia (bandiera) |       | Rajmund Wasilewski    |  |      |  |
|    | Polonia (bandiera) | A     | Janusz Wichowski      |  | 196  |  |
|    | Polonia (bandiera) |       | Marian Winiarski      |  |      |  |
|    | Polonia (bandiera) | G     | Witold Zagórski       |  |      |  |
|    | Polonia (bandiera) | All.  | Władysław Maleszewski |  |      |  |